# Comuna de Bobowo
Bobowo (polaco: Gmina Bobowo) é uma gminy (comuna) na Polónia, na voivodia de Pomerânia e no condado de Starogardzki. A sede do condado é a cidade de Bobowo.
De acordo com os censos de 2004, a comuna tem 2838 habitantes, com uma densidade 54,9 hab/km².

## Área
Estende-se por uma área de 51,67 km², incluindo:
- área agrícola: 81%
- área florestal: 12%

## Demografia
Dados de 30 de Junho 2004:
|                      | Total   | Total | Mulheres | Mulheres | Homens  | Homens |
| -------------------- | ------- | ----- | -------- | -------- | ------- | ------ |
|                      | pessoas | %     | pessoas  | %        | pessoas | %      |
| População            | 2838    | 100   | 1399     | 49,3     | 1439    | 50,7   |
| Densidade (pop./km²) | 54,9    | 100   | 27,1     | 27,1     | 27,8    | 27,8   |

De acordo com dados de 2005, o rendimento médio per capita ascendia a 1830,45 zł.

## Comunas vizinhas
- Lubichowo, Morzeszczyn, Pelplin, Skórcz, Starogard Gdański